# Superflat
Superflat é um movimento artístico pós-modernista, fundado pelo artista Takashi Murakami, influenciado pelos estilos mangá e anime. É também o nome de uma exposição de arte de 2001, criada por Murakami, que passou por West Hollywood, Minneapolis e Seattle.

## Descrição
O estilo Superflat é usado por Murakami para referir-se a várias formas planas da arte gráfica, animações, cultura pop e outras artes japonesas, assim como o "vazio da cultura consumista japonesa".
Além de Murakami, existem outros artistas cujos trabalhos são considerados "Superflat", como Chiho Aoshima, Mahomi Kunikata, Sayuri Michima, Yoshitomo Nara, Tatsuyuki Tanaka e Aya Takano. Além disso, alguns produtores de animes e mangakas são considerados Superflat, especialmente Koji Morimoto (e muitos outros trabalhos do seu estúdio de animação, Studio 4°C), e as obras de Hitoshi Tomizawa, autor de Alien Nine e Milk Closet.
Murakami foi influenciado por diretores como Hideaki Anno.

## Ver Também
- Pop art